# Yannick Bisson
Yannick Bisson (Montréal, 16 maggio 1969) è un attore canadese, noto in Italia per il ruolo del detective Murdoch nella serie televisiva canadese I misteri di Murdoch.

## Filmografia parziale

### Cinema
- Toby McTeague, regia di Jean-Claude Lord (1986)
- Velocity Trap, regia di Philip J. Roth (1999)
- See Jane Date, regia di Robert Berlinger (2003)
- Some Things That Stay, regia di Gail Harvey (2004)
- Il gioco dei soldi (Casino Jack), regia di George Hickenlooper (2010)
- Another WolfCop, regia di Lowell Dean (2017)
- Anything for Jackson, regia Justin G. Dyck (2020)
- Il Natale più dolce, regia di Yannick Bisson (2022)

### Televisione
- Malinteso d'amore - Film tv (2004)

#### Telefilm
- Hockey Night (1984)
- Brothers by choice (1986)
- First Offender (1987)
- The Forget-Me-Not Murders (1994)
- Young at Heart (1995)
- Genio incompreso... ma non troppo (Genius), regia di Rod Daniel – film TV (1999)
- The Moving of Sophia Myles (2000)
- The Pretender: Island of the Haunted (2001)
- Loves Music, Loves to Dance (2001)
- The Day Regan Was Shot'' (2001)
- The Secrets of Comfort House (2006)
- Too Late to Say Goodbye (2009)
- La vérité sur mon passé (2012)
- I misteri di Aurora Teagarden (Aurora Teagarden Mysteries) - serie TV, episodio 1x03 (2016)

#### Serie televisive
- Learning the Ropes (1988)-(1989)
- Maxie's World (1989)
- C.B.C.'s Magic Hours (1989)
- Rookies (1989)
- Pray for Me, Paul Henderson (1989)
- Gold (1991)
- Alta marea (High Tide) - serie TV, 63 episodi (1994-1997)
- Niente è troppo per un cowboy (Nothing Too Good for a Cowboy) – serie TV, 26 episodi (1999-2000)
- Relic Hunter – serie TV, episodio 1x10 (1999)
- Soul Food (2000)
- Undergrads (2001)
- Agente speciale Sue Thomas (Sue Thomas: F.B.Eye) - serie TV, 54 episodi (2001-2005)
- The Dresden Files (2007)
- I misteri di Murdoch (Murdoch Mysteries) - serie TV, 297 episodi (2008-in corso)
- Flashpoint - serie TV, episodio 3x06 (2010)
- The Listener - serie TV, episodio 2x08 (2011)
- Beauty and the Beast (2012)

## Doppiatori italiani
Nelle versioni in italiano delle opere in cui ha recitato, Yannick Bisson è stato doppiato da:
- Fabrizio Manfredi in Alfred Hitchcock presenta
- Vittorio De Angelis in Alta marea
- Andrea Zalone in Niente è troppo per un cowboy
- Riccardo Niseem Onorato in Agente speciale Sue Thomas
- Fabrizio Vidale in Relic Hunter
- Alessandro Quarta ne I misteri di Murdoch (st. 1-2)
- Francesco Pezzulli ne I misteri di Murdoch (st. 3+)
- Stefano Santerini ne Il gioco dei soldi
- Roberto Certomà ne I misteri di Aurora Teagarden
- Enrico Chirico ne Il natale più dolce